# Christian Keltermann

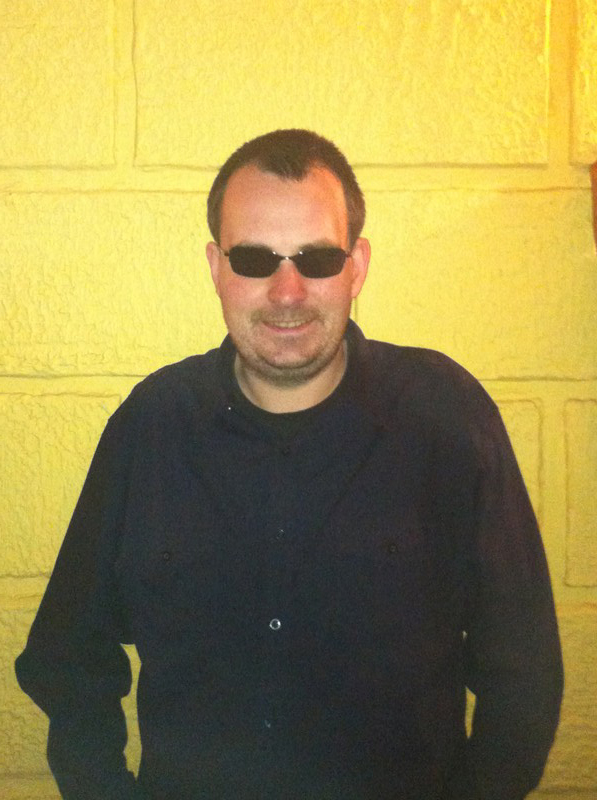
Christian Keltermann (2013)

Christian Keltermann (* 14. November 1977 in Uelzen; † vor dem 15. Mai 2024, bürgerlich Markus Wolter) war ein deutscher Comedian und Kabarettist.

## Leben und Karriere
Seit 2000 trat Keltermann mit abendfüllenden Kabarettprogrammen in Deutschland auf, daneben auch mit kürzeren Beiträgen im Fernsehen (etwa bei Verstehen Sie Spaß? der ARD, Kabarett aus Franken des BR oder dem Comedy Contest 2010 des NDR) sowie in den Live Clubs des Quatsch Comedy Club in Berlin und NightWash in Köln. Im Oktober 2010 strahlte der digitale Sender Sat.1 Comedy in der Serie Comedy on stage das Soloprogramm Schnauze Voll! aus.
Im Jahr 2023 bezeichnete Keltermann die Sängerin Anna-Carina Woitschack als „Schlagermatratze“, die sich daraufhin gegen die Beleidigung wehrte und Klage beim zuständigen Landgericht Hannover einreichte. Das Gericht entschied zugunsten Woitschacks.
Laut einem Eintrag auf seiner persönlichen Webpräsenz vom 15. Mai 2024 ist Christian Keltermann verstorben.

## Kabarettprogramme
- 2000/01: Gescheit Gescheiter Gescheitert
- 2002: Nachfragen Verboten
- 2003/04: Es wird KelterMann – Lachen bis der Notarzt kommt!
- 2005/06: Der Satansbraten
- 2007/08: Ich bin so lustich!
- 2009/10: Schnauze Voll! Jetzt rechne ich ab!
- 2011: Nur vom Allerfeinsten – Das Beste aus 10 Jahren und 6 Programmen!
- 2012/13: Geh in Keller! Nimm Gift!
- 2014: Reisst Euch den Arsch auf, sonst mach ich das!
- 2015/16: Niveau ist keine Hautcreme.
- 2017/18: Man soll den Sarg nicht vor den Maden loben
- 2019/20: Wutbürger! Cholerisches-Schwarz-Kabarett
- 2021/22: Idiotikum Akut – Kabarett, auch politisch
- 2024: Deutschland erwache![5]